# I Would Set Myself on Fire for You
I Would Set Myself on Fire for You war eine bis 2007 bestehende Screamo-Band aus Atlanta, Georgia.

## Geschichte
Die 2001 gegründete Band brachte mit Believes in Patterns 2006 ihr wichtigstes und zugleich letztes Album heraus.
2007 beschloss die Band sich aufzulösen. Die ehemaligen Gruppenmitglieder spielen in anderen Bands wie The Lasch, Fur Elise oder .twentytwelve. Des Weiteren kündigte die Band an, dass noch eine 7″ EP vorhanden sei, die über Delian League Records veröffentlicht werden sollte, was jedoch durch beschädigte Testpressungen und die Auflösung besagten Labels verzögert wurde, woraufhin die EP letztendlich September 2012 als Download über Bandcamp erschien.

## Stil
Der Stil der Band kann dem Emo-, viel stärker aber dem Screamo-Bereich zugeordnet werden, wobei starke Einflüsse aus ganz verschiedenen Musikrichtungen spürbar sind. Die Musik der Band kennt dabei etwa auch Synthesizer.
Prägend sind neben dem experimentelleren Einbau von klassischen Instrumenten wie Geige oder Violine vor allem der zweistimmige männliche und weibliche Gesang, der typischerweise zwischen langen verzweifelten Schreiausbrüchen und geschrienen und halbgeschrienen Texten und ruhigem emotionalem Gesang und gesprochenen Parts wechselt.

## Diskografie
- 2003: I Would Set Myself on Fire for You (Album, Stickfigure Records)
- 2006: Believes in Patterns (Album, Stickfigure Records)
- 2012: ten/eleven (Download über Bandcamp)